# Njuggträsket
Njuggträsket är en sjö i Lycksele kommun i Lappland och ingår i Umeälvens huvudavrinningsområde. Sjön har en area på 0,44 kvadratkilometer och ligger 258 meter över havet. Sjön avvattnas av vattendraget Storb..

## Delavrinningsområde
Njuggträsket ingår i det delavrinningsområde (719514-166334) som SMHI kallar för Ovan 719242-166459. Medelhöjden är 289 meter över havet och ytan är 15,4 kvadratkilometer. Det finns ett avrinningsområde uppströms, och räknas det in blir den ackumulerade arean 28,99 kvadratkilometer. Storb. som avvattnar avrinningsområdet har biflödesordning 4, vilket innebär att vattnet flödar genom totalt 4 vattendrag innan det når havet efter 187 kilometer. Avrinningsområdet består mestadels av skog (75 procent) och sankmarker (20 procent). Avrinningsområdet har 0,63 kvadratkilometer vattenytor vilket ger det en sjöprocent på 4,1 procent.